# 坎查班巴區

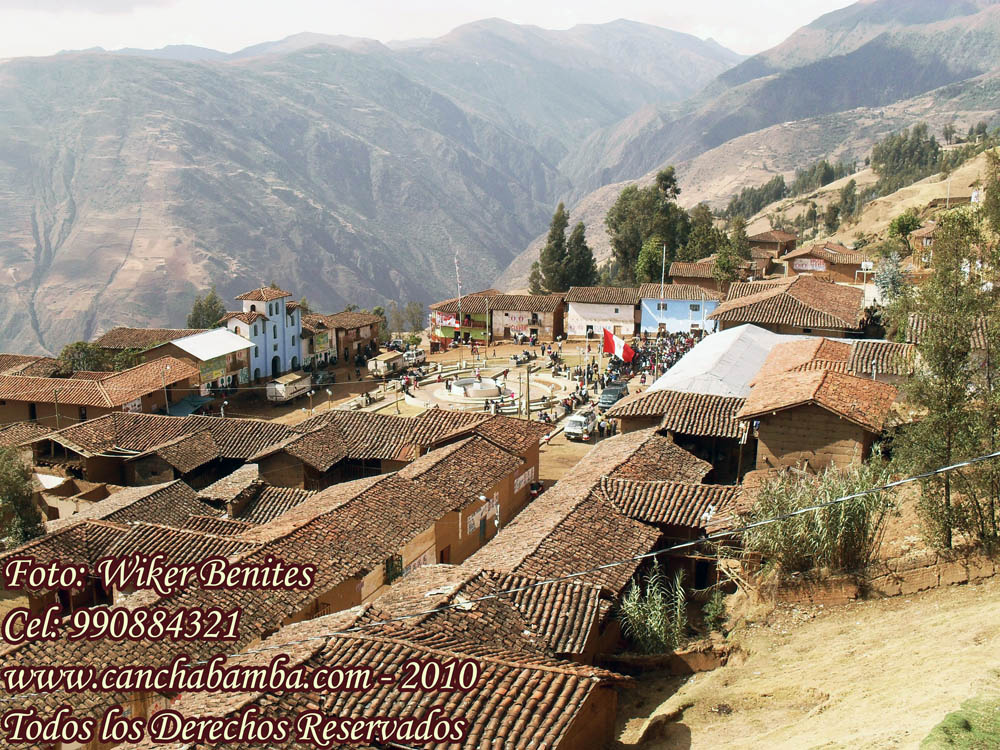

8°51′07″S 77°08′42″W / 8.8520°S 77.1451°W
坎查班巴區（西班牙語：Distrito de Canchabamba），是秘魯的一個區，位於該國中部瓦努科大區的瓦凱班巴省，始建於1985年11月14日，面積186.8平方公里，海拔高度3,200米，2005年人口3,217，人口密度每平方公里17人。